# Gnophos subtila
Gnophos subtila är en fjärilsart som beskrevs av Brandt 1938. Gnophos subtila ingår i släktet Gnophos och familjen mätare. Inga underarter finns listade i Catalogue of Life.